# الجار (قصة قصيرة)
الجار (بالألمانية: Der Nachbar) قصة قصيرة ألمانية من تأليف الكاتب التشيكي فرانز كافكا، كتبها في عام 1917، وظهرت للمرة الأولى بعد وفاته في 1931 في مجموعة من قصص كافكا القصيرة تحت مسمى «سور الصين العظيم» (Beim Bau der Chinesischen Mauer) قام صديقه ماكس برود بتجميعها ونشرها في برلين. القصة ترجمت إلى الإنجليزية تحت عنوان «جاري» (My Neighbor)، وظهرت الترجمة الإنجليزية الأولى في عام 1933 في لندن.

## القصة
الشخصية الرئيسية في القصة هو تاجر شاب في البداية يكون مطمئناً لتجارته وواثقاً من نجاحها، ولكنه لاحقاً يجد نفسه في صراع مع جاره الجديد «هاراس» والذي بدوره يعمل تاجراً، يشعر الرواي بالتهديد من جاره الشاب وتنحل ثقته بنفسه فيذهب يستعلم عنه ويراقبه لمعرفة المزيد من التفاصيل عنه وعن أنشطته.

## وصلات خارجية
- الجار، على ويكي مصدر[وصلة مكسورة] الألمانية.
- الجار، على AbeBooks.
- الجار، على جود ريدز.